# Heterocontarinia spinosa
Heterocontarinia spinosa är en tvåvingeart som beskrevs av Elmo Hardy 1960. Heterocontarinia spinosa ingår i släktet Heterocontarinia och familjen gallmyggor. Inga underarter finns listade i Catalogue of Life.
Artens utbredningsområde är kontinentala USA och Hawaii.